# Лунгу, Эдгар
Эдгар Чагва Лунгу (англ. Edgar Chagwa Lungu; 11 ноября 1956, Ндола, Коппербелт, Северная Родезия — 5 июня 2025, Претория, ЮАР) — замбийский государственный деятель, бывший министр внутренних дел, обороны и юстиции, президент Замбии с 25 января 2015 года по 24 августа 2021 года.

## Биография

### Молодые годы и образование
Эдгар Чагва Лунгу родился 11 ноября 1956 года в центральном госпитале Ндолы в провинции Коппербелт Северной Родезии. Его родители были замбийцами. Мать Элиза Джере — родилась в 1936 году в деревне Читупула. Тётя со стороны отца — Милиа Лунгу.
В 1981 году Лунгу окончил Университет Замбии со степенью бакалавра права, в 1982 году — Юридический практический институт, а в 1983 году — курсы «ZIALE», после чего поступил на работу адвоката в министерство юстиции, отделения компаний «Zambia Consolidated Copper Mines» и «Barclays». Позже он прошёл офицерские военные курсы в Кабве. Позже он вернулся к юридической практике и вступил в Объединенную партию национального развития под руководством Андерсона Мазоки, но позже присоединился к Патриотическому фронту под управлением основателя партии Майкла Саты. Также Лунгу работал в различных частных и общественных компаниях, прежде чем основал свою собственную юридическую фирму.

### Карьера в правительстве
После того как Патриотический фронт выиграл выборы 2011 года, Лунгу стал заместителем министра. 9 июля 2012 года Лунгу был назначен на пост министра внутренних дел, взамен Кеннеди Сакени. 24 декабря 2013 года он стал министром обороны, после того, как Джеффри Бвалья Мвамба подал в отставку. Министром внутренних дел стал Нгоса Симбиакула. 28 августа 2014 году Лунгу был назначен на должность министра юстиции и генерального секретаря Патриотического фронта, сменив отправленного в отставку Уинтера Кабимбу.
28 октября скончался действующий президент Замбии Майкл Сата, и исполняющим обязанности президента по конституции был назначен вице-президент Гай Скотт. 3 ноября Скотт уволил Лунгу с должности генерального секретаря Патриотического фронта, и назначил на его место члена парламента Дэвиса Чаму. Чама первоначально отказался от поста, но был переназначен, когда Эдгар Лунгу завоевал председательство в Кабве. Тем не менее, 4 ноября, Скотт объявил о том, что Лунгу восстановлен на посту генерального секретаря. Позже Лунгу был снова заменен Бриджит Атангой, но большинство членов партии не одобрили это решение, и 21 ноября Центральный комитет партии приостановил президентство Скотта за неконституционное поведение. На Генеральной конференции партии, проходившей с 29 по 30 ноября в Мулунгуши, Лунгу был избран президентом партии и кандидатом в президенты по умолчанию, так как остальные претенденты на заседании не присутствовали. Однако, поскольку эта встреча не следовала процедуре и включала в себя незарегистрированных делегатов, Скотт назвал выборы «недействительными» и 1 декабря в Университете Мулунгуши собрал альтернативную конференцию, на которой кандидатом в президенты с огромным большинством был избран Майлз Сампа. После этого представители вооружённых сил Замбии предъявили ультиматум Скотту и Сампе с требованием выйти из предвыборной борьбы. В конце концов, Высокий суд Замбии решил вопрос в пользу Лунгу, и позже он подал документы кандидата в президенты в избирательную комиссию в присутствии Скотта, показав таким образом, что раскол в партии был преодолён.
В своей предвыборной кампании Лунгу говорил, что «олицетворяет среднего замбийца», отмечая, что «моё единственное желание в жизни — просто делиться процветанием, так как каждый чувствует, что имеет право собственности в экономике. Мы хотим приблизить обычных замбийцев к экономическим благам, к чистой воде, хорошей работе, доступу к медицинским учреждениям, образованию для своих детей. То, что некоторые из наших друзей в других странах считают само собой разумеющимся». Он заверял сограждан, что продолжит вести страну по пути, проложенному Сатой, что приведёт к сокращению цен на топливо и основные продукты питания.

### Пост президента Замбии
После проведения президентских выборов 20 января 2015 года главный судья Ломбе Чибесакунда 24 января объявил окончательные результаты, по которым Эдгар Лунгу набрал 48,33 % голосов, в то время как его соперник из Объединённой партии национального развития Хакаинде Хичилема, на два процента меньше — 46,67 %. Министр иностранных дел ЮАР Маите Нкоана-Машабане в качестве главы комиссии наблюдателей одобрила выборы как «мирные, транспарентные, достоверные, свободные, справедливые и отражающие волю народа Замбии», а председатель исполнительного аппарата Африканского союза Нкосазана Дламини-Зума похвалила замбийцев за «организацию примерных, успешных и мирных выборов». Сторонники Патриотического фронта встретили победу своего кандидата ликованием, в то время как Хичилема заявил о фальсификациях.

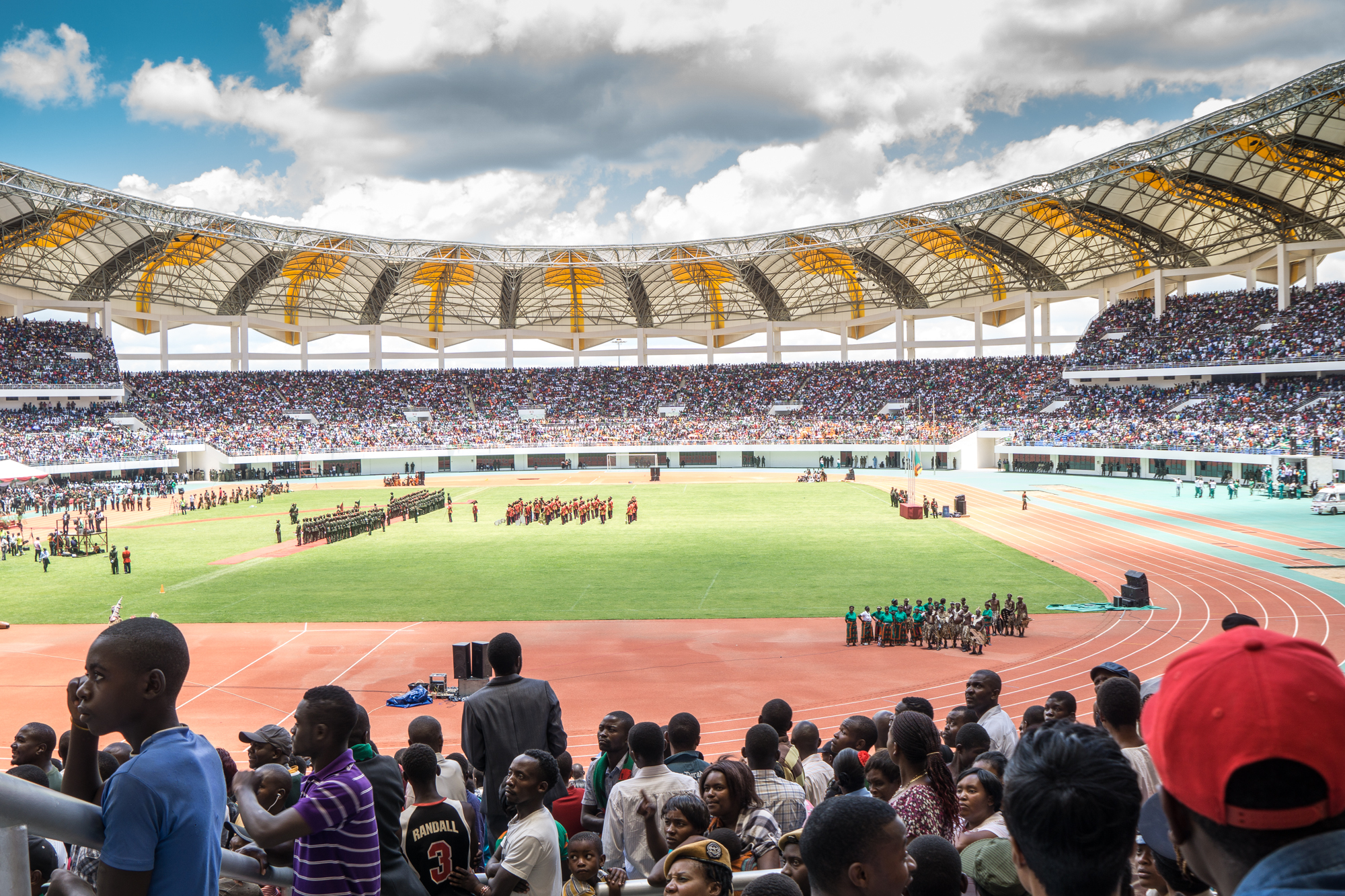
Церемония инаугурации Эдгара Лунгу, 25 января 2015 года.

25 января Лунгу принёс присягу шестого президента Замбии, положив руку на Библию перед главным судьёй Ломбе Чибесакундой, после чего и. о. президента Гай Скотт передал ему символы государственной власти: флаг герб и конституцию. Церемония, включившая в себя артиллерийский залп из 21 орудия, традиционные танцы и хоровые выступления, прошла на заполненном 50-тысячном Стадионе Национальных героев в Лусаке, в присутствии спикера Национальной ассамблеи Патрика Матиниби, бывших президентов Замбии Кеннета Каунды и Рупии Банды, председателя САДК и президента Зимбабве Роберта Мугабе, заместителя госсекретаря США по гражданской безопасности, демократии и правам человека Сары Сьюэлл. Мугабе сказал, что будет Лунгу «удастся сохранить Замбию единой», процитировав лозунг времён Каунды — «Одна Замбия, одна нация».
В тот же день, на церемонии присяги Эдгар Лунгу назначил на пост министра юстиции Нгосу Симбиакулу, которому поручил разработку новой конституции, а на должность специального помощника по печати и связям с общественностью — Амоса Чанду. Лунгу занимал президентский пост до 2016 года — 18 месяцев, оставшихся от пятилетнего срока Майкла Саты.
В августе 2016 года после президентских выборов был переизбран на пятилетний срок.

## Личная жизнь
Был женат на Эстер Лунгу. У них было шестеро детей и восемь внуков. Некоторые журналисты утверждали, что Лунгу болел диабетом, а также имел проблемы с алгоколем, сравнивая его с российским президентом Борисом Ельциным.
Эдгар Лунгу скончался в Претории в 6:00 утра 5 июня 2025 года на 69-м году жизни. Об этом сообщила его дочь в Facebook.